# Mafadi
Il Mafadi è una montagna dell'Africa meridionale che si trova al confine tra Sudafrica e Lesotho. Con la sua altitudine di 3450 metri s.l.m., rappresenta il punto più elevato del territorio del Sudafrica, non del Lesotho, la cui massima cima è il Thabana Ntlenyana.